# Vampyrocrossota childressi
Vampyrocrossota childressi är en nässeldjursart som beskrevs av Thuesen 1993. Vampyrocrossota childressi ingår i släktet Vampyrocrossota och familjen Rhopalonematidae. Inga underarter finns listade i Catalogue of Life.